# Chotča
Chotča es un municipio del distrito de Stropkov en la región de Prešov, Eslovaquia, con una población estimada a final del año 2024 de 652 habitantes.
Se encuentra ubicado al noreste de la región, cerca del río Ondava (cuenca hidrográfica del río Tisza) y de la frontera con  Polonia.

## Demografía
| Año        | 1994 | 2004    | 2014    | 2024     |
| ---------- | ---- | ------- | ------- | -------- |
| Población  | 529  | 569     | 590     | 652      |
| Diferencia |      | +7,56 % | +3,69 % | +10,50 % |

| Año        | 2023 | 2024 |
| ---------- | ---- | ---- |
| Población  | 652  | 652  |
| Diferencia |      | +0 % |